# Exorista ebneri
Exorista ebneri là một loài ruồi trong họ Tachinidae.